# LHA (фајл формат)
LHA је формат компресије фајлова. Данас је бесплатан за кориштење, његов аутор је јапанац Јошизаки Харујасу. По први пут је објављен 1988, а оригинално име му је било LHarc. Убрзо бива поново писан, под именом LHx али је био објављен као LH. Након тога му је име промењено на LHA да би се избегла вишезначност са новом МС ДОС 5.0 командом „load high“.
Данас су му познате екстензије: .lzh - вишеплатформска верзија и .lha - за амигу.